# 恩歷克·華路
恩歷克·華路（Yannick Vero；1990年2月28日—），大溪地足球運動員，師任右後衛，目前效力當地頂級聯賽球隊AS龍隊。他於2010年首度入選大溪地國家隊，並在2012年9月7日對所羅門群島的世界盃外圍賽中首次上陣，但他並未有隨隊參加當屆的大洋洲國家杯。2013年，他隨隊參加洲際國家盃，並在對西班牙的分組賽中後備上陣16分鐘。